# 160-й гвардейский бомбардировочный авиационный полк
160-й гвардейский бомбардировочный авиационный Висленский Краснознамённый полк (160-й гв. бап) — авиационный полк в составе ВС СССР во время Великой Отечественной войны.

## История наименований полка
- 780-й ближнебомбардировочный авиационный полк;
- 780-й бомбардировочный авиационный полк;
- 160-й гвардейский бомбардировочный авиационный полк;
- 160-й гвардейский бомбардировочный авиационный Висленский полк;
- 160-й гвардейский бомбардировочный авиационный Висленский Краснознамённый полк;
- 674-й гвардейский бомбардировочный авиационный Висленский Краснознамённый полк.

## История
Полк был сформирован по приказу НКО как 780-й ближнебомбардировочный авиационный полк. На основании приказа Народного комиссара обороны СССР № 017 от 5 февраля 1944 года за организованность и хорошую боевую работу, за доблесть и мужество, проявленные воинами дивизии в борьбе с немецкими захватчиками 780-й ближнебомбардировочный авиационный полк
переименован в 160-й гвардейский бомбардировочный авиационный полк.
Полк в составе 8-й гвардейской бомбардировочной авиационной дивизии, входившей в состав 2-го гвардейского бомбардировочного авиационного корпуса) с 5 февраля 1944 года до начала июля 1944 года участвовал во всех операциях 2-го Украинского фронта (Пятихатская, Знаменская, Кировоградская, Корсунь-Шевченковская и Уманско-Ботошанская операции). Полк участвовал в освобождении Александрии, Знаменки, Кировограда, Звенигородки, Корсунь-Шевченковского и Умани.
6 июля 1944 года 8-я гвардейская бомбардировочная авиационная дивизия в составе 2-й гвардейского бомбардировочного авиационного корпуса (26 декабря 1944 года переименован в 6-й гвардейский бомбардировочный авиационный корпус) была переброшена на 1-й Украинский фронт и включена в состав 2-й воздушной армии. С 14 июля 1944 года подразделения корпуса участвовали в Львовско-Сандомирской операции, а в августе 1944 года — в Ясско-Кишинёвской операции, в ходе которой оказывали содействие войскам 2-го Украинского фронта при освобождении города Яссы. В январе — марте 1945 года корпус поддерживал действия 1-го Украинского фронта фронта в ходе Сандомирско-Силезской, Нижне-Силезской и Верхне-Силезской операций. В его составе 8-я гвардейская бомбардировочная авиационная дивизия принимала участие в освобождении южных районов Польши, Силезского промышленного района, ликвидации окружённых группировок противника под Оппельном и в Бреслау, обеспечивала форсирование наземными частями реки Одер.
На завершающем этапе войны полк участвовал в Берлинской операции и штурме Берлина. Боевой путь полка завершился 11 мая в небе Чехословакии в ходе Пражской операции.

### В составе объединений
| Дата          | Фронт (округ)            | Армия                             | Корпус                                               | Дивизия                                                |
| ------------- | ------------------------ | --------------------------------- | ---------------------------------------------------- | ------------------------------------------------------ |
| 05.02.1944 г. | 2-й Украинский фронт     | 5-я воздушная армия               | 2-й гвардейский бомбардировочный авиационный корпус  | 8-я гвардейская бомбардировочная авиационная дивизия   |
| 06.07.1944 г. | 1-й Украинский фронт     | 2-я воздушная армия               | 2-й гвардейский бомбардировочный авиационный корпус  | 8-я гвардейская бомбардировочная авиационная дивизия   |
| 16.07.1944 г. | 1-й Украинский фронт     | 8-я воздушная армия               | 2-й гвардейский бомбардировочный авиационный корпус  | 8-я гвардейская бомбардировочная авиационная дивизия   |
| 30.07.1944 г. | 1-й Украинский фронт     | 2-я воздушная армия               | 2-й гвардейский бомбардировочный авиационный корпус  | 8-я гвардейская бомбардировочная авиационная дивизия   |
| 26.12.1944 г. | 1-й Украинский фронт     | 2-я воздушная армия               | 6-й гвардейский бомбардировочный авиационный корпус  | 8-я гвардейская бомбардировочная авиационная дивизия   |
| 11.05.1945 г. | 1-й Украинский фронт     | 2-я воздушная армия               | 6-й гвардейский бомбардировочный авиационный корпус  | 8-я гвардейская бомбардировочная авиационная дивизия   |
| 10.06.1945 г. | Центральная группа войск | 2-я воздушная армия               | 6-й гвардейский бомбардировочный авиационный корпус  | 8-я гвардейская бомбардировочная авиационная дивизия   |
| 20.02.1949 г. | Центральная группа войск | 59-я воздушная армия              | 44-й гвардейский бомбардировочный авиационный корпус | 177-я гвардейская бомбардировочная авиационная дивизия |
| 01.07.1953 г. | Центральная группа войск | 59-я воздушная армия              |                                                      | 177-я гвардейская бомбардировочная авиационная дивизия |
| 01.09.1955 г. | Особый корпус            | Авиационный отдел Особого корпуса |                                                      | 177-я гвардейская бомбардировочная авиационная дивизия |
| 24.11.1956 г. | Южная группа войск       | ВВС Южной группы войск            |                                                      | 177-я гвардейская бомбардировочная авиационная дивизия |
| 24.11.1956 г. | Южная группа войск       | ВВС Южной группы войск            |                                                      | 177-я гвардейская бомбардировочная авиационная дивизия |
| 01.08.1960 г. | Южная группа войск       | ВВС Южной группы войск            |                                                      | 177-я гвардейская бомбардировочная авиационная дивизия |

### Командование
- подполковник Лущаев Ф. Д.
- (27 июня 1945 г.) майор Решидов А. И., октябрь-декабрь 1944 г.

### Участие в операциях и битвах
- Днепровско-Карпатская операция:

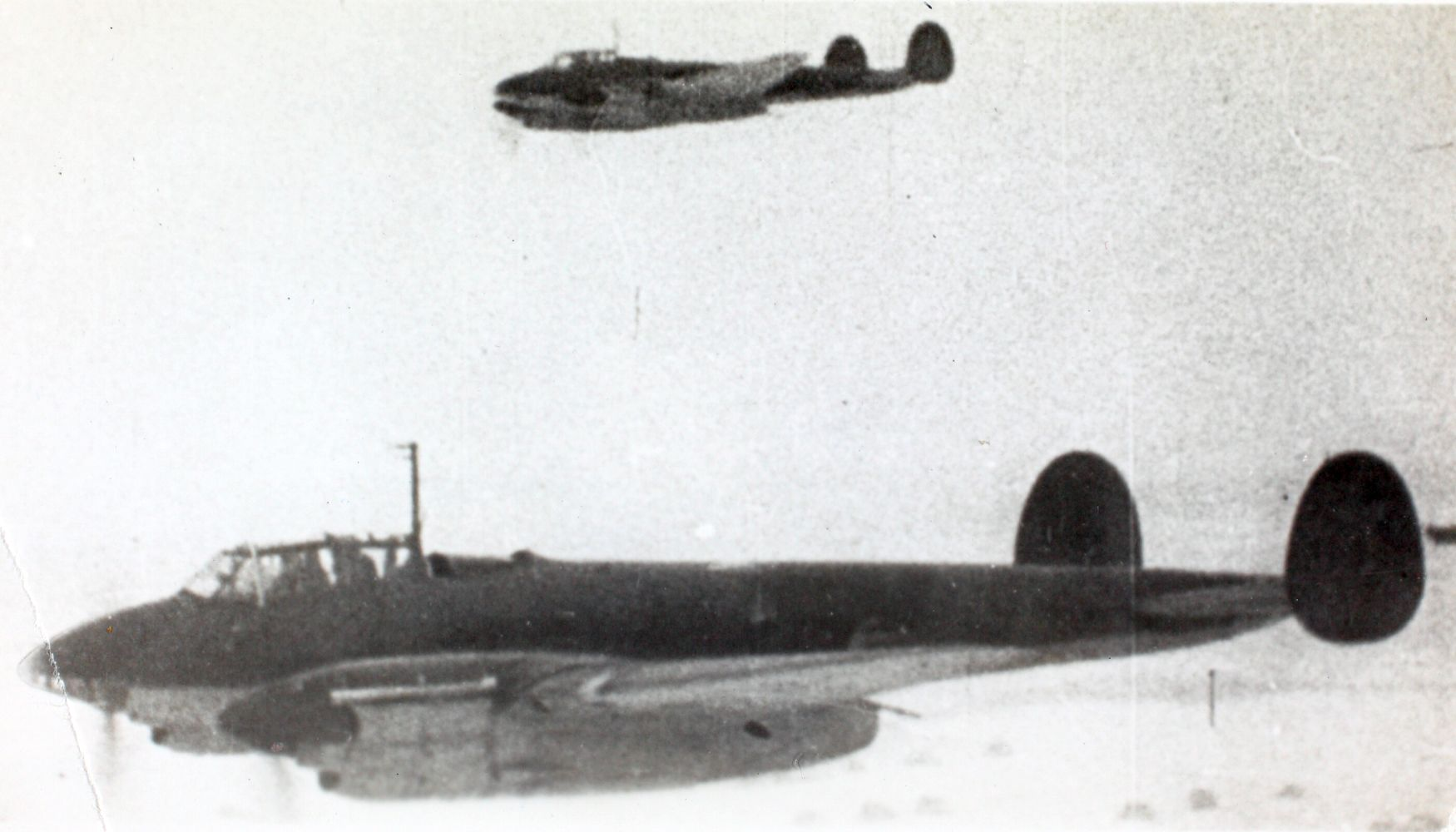
Пе-2 в полёте

  - Корсунь-Шевченковская операция с 5 февраля 1944 года по 17 февраля 1944 года.
  - Уманско-Ботошанская операция с 5 марта 1944 года по 17 апреля 1944 года.
- Львовско-Сандомирская операция с 13 июля 1944 года по 3 августа 1944 года.
- Восточно-Карпатская операция:
  - Карпатско-Дуклинская операция (Карпатско-Ужгородская операция) с 8 сентября 1944 года по 28 октября 1944 года.
- Висло-Одерская операция:
  - Сандомирско-Силезская операция — с 12 января 1945 года по 3 февраля 1945 года.
- Нижне-Силезская операция — с 8 февраля 1945 года по 24 февраля 1945 года.
- Верхне-Силезская операция — с 15 марта 1945 года по 31 марта 1945 года.
- Берлинская операция — с 16 апреля 1945 года по 8 мая 1945 года.
- Пражская операция — с 6 мая 1945 года по 11 мая 1945 года.

### Послевоенный период
После войны полк базировался на аэродромах Германии, Австрии и Венгрии в составе 8-й гвардейской бомбардировочной авиационной дивизии 6-го гвардейского бомбардировочного авиационного корпуса 2-й воздушной армии вновь образованной Центральной группы войск.
Директивой Генерального Штаба от 10 января 1949 года полк переименован в 674-й гвардейский бомбардировочный авиационный Висленский Краснознамённый полк, 8-я гвардейская бомбардировочная авиационная дивизия переименована в 177-ю гвардейскую бомбардировочную авиационную дивизию, корпус переименован в 44-й гвардейский бомбардировочный авиационный корпус, а воздушная армия — в 59-ю воздушную армию.
В 1952 году полк был переучен на новую авиационную технику — Ил-28. В июле 1953 года полк в составе дивизии был выведен из Австрии на аэродром Дебрецен в Венгрии. В сентябре 1955 года в связи с упразднением Центральной группы войск и расформированием 59-й воздушной армии дивизия в полном составе вошла во вновь сформированный на базе Центральной группы войск и 59-й воздушной армии Особый корпус.
В 1956 году после восстания в Венгрии дивизия принимала участие в Операции «Вихрь». После событий в Венгрии в октябре-ноябре 1956 года руководством СССР было принято решение о создании новой военной группировки на территории Венгрии, которая сформирована на основе частей и соединений Особого корпуса и соединений, введённых в Венгрию по плану операции «Вихрь». Полк вместе с дивизия вошла в состав ВВС Южной группы войск с 24 ноября 1956 года.
В связи реорганизацией Вооружённых Сил СССР полк в составе 177-й гвардейской бомбардировочной авиационной дивизии был расформирован в составе ВВС Южной группы войск в соответствии с Законом СССР «О новом значительном сокращении Вооружённых Сил СССР» от 15.01.1960 г.

## Награды
160-й гвардейский бомбардировочный авиационный полк 4 июня 1945 года Указом Президиума Верховного Совета СССР награждён орденом «Боевого Красного Знамени».

## Почётные наименования
На основании Приказа № 167 Верховного Главнокомандующего от 18 августа 1944 года за овладение городом Сандомир и за овладение Сандомирским плацдармом 160-му гвардейскому бомбардировочному авиационному полку приказом народного комиссара обороны СССР № 0295 от 1 сентября 1944 года присвоено почётное наименование «Висленский».

## Отличившиеся воины

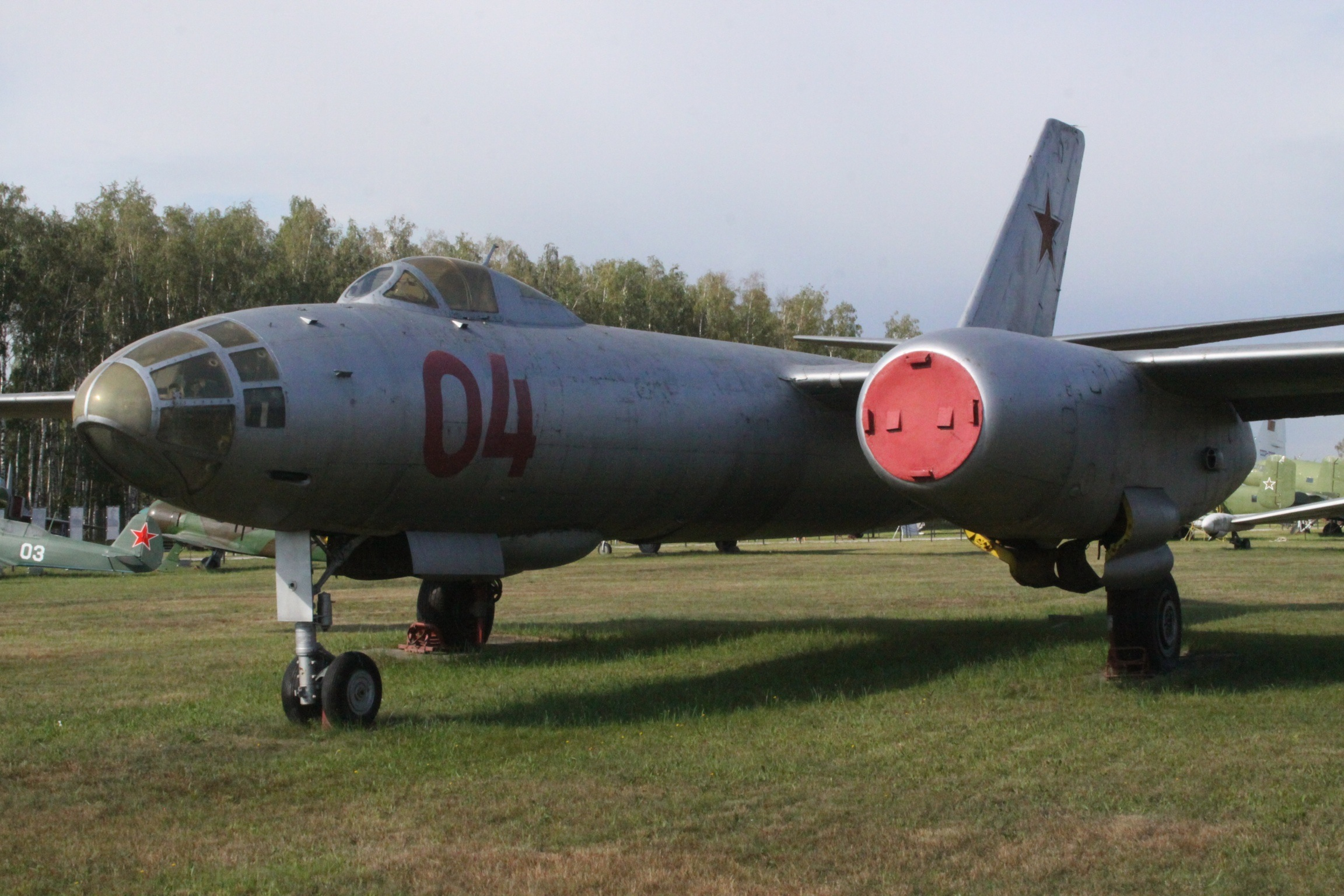
Ил-28. Такие самолёты стояли на вооружении полка с 1952 года по 1960 гг.

- Иванов Василий Константинович, гвардии старший лейтенант, заместитель командира эскадрильи 160-го гвардейского бомбардировочного авиационного полка 8-й гвардейской бомбардировочной авиационной дивизии 6-го гвардейского бомбардировочного авиационного корпуса 2-й воздушной армии Указом Президиума Верховного Совета СССР от 27 июня 1945 года удостоен звания Героя Советского Союза. Золотая Звезда № 7894.
- Королёв Матвей Григорьевич, гвардии майор, командир эскадрильи 160-го гвардейского бомбардировочного авиационного полка 8-й гвардейской бомбардировочной авиационной дивизии 6-го гвардейского бомбардировочного авиационного корпуса 2-й воздушной армии Указом Президиума Верховного Совета СССР от 27 июня 1945 года удостоен звания Героя Советского Союза. Золотая Звезда № 7878.
- Лукьянец Андрей Никитович, гвардии старший лейтенант, штурман звена 160-го гвардейского бомбардировочного авиационного полка 8-й гвардейской бомбардировочной авиационной дивизии 6-го гвардейского бомбардировочного авиационного корпуса 2-й воздушной армии Указом Президиума Верховного Совета СССР от 27 июня 1945 года удостоен звания Героя Советского Союза Золотая Звезда № 7878.
- Макаренко Алексей Иосифович, гвардии старший лейтенант, командир звена 160-го гвардейского бомбардировочного авиационного полка 8-й гвардейской бомбардировочной авиационной дивизии 6-го гвардейского бомбардировочного авиационного корпуса 2-й воздушной армии Указом Президиума Верховного Совета СССР от 27 июня 1945 года удостоен звания Героя Советского Союза. Золотая Звезда № 7871.
- Фищук Василий Максимович, гвардии старший лейтенант, штурман звена 160-го гвардейского бомбардировочного авиационного полка 8-й гвардейской бомбардировочной авиационной дивизии 6-го гвардейского бомбардировочного авиационного корпуса 2-й воздушной армии Указом Президиума Верховного Совета СССР от 27 июня 1945 года удостоен звания Героя Советского Союза. Золотая Звезда № 7872.

## Благодарности Верховного Главнокомандующего
Воинам полка в составе 8-й гвардейской бомбардировочной авиационной дивизии объявлены благодарности Верховного Главнокомандующего:
- За овладение в Домбровском угольном районе городами Катовице, Семяновиц, Крулевска Гута (Кенигсхютте), Миколув (Николаи) и в Силезии городом Беутен[4].
- За разгром окружённой группировки противника юго-западнее Оппельна и овладении в Силезии городами Нойштадт, Козель, Штейнау, Зюльц, Краппитц, Обер-Глогау, Фалькенберг[5].
- За овладение городом и крепостью Бреславль (Бреслау)[6].

## Самолёты на вооружении
| Период      | Самолёты |
| ----------- | -------- |
| 1942 — 1952 | Пе-2     |
| 1952 — 1960 | Ил-28    |

## Базирование
| Период               | Место базирования                          |
| -------------------- | ------------------------------------------ |
| 04.1945 — 01.07.1945 | Шпротава, Польша                           |
| 01.07.1945 — 01.1952 | аэродром Штрасхоф-ан-дер-Нордбан, Австрия) |
| 01.1952 — 07.1953    | аэродром Вена-Асперн, Австрия)             |
| 07.1953 — 08.1960    | аэродром Дебрецен, Венгрия)                |